# Diocèse de Samoa-Pago Pago
Le diocèse de Samoa–Pago Pago est une diocèse de l’Église catholique couvrant le territoire américain des Samoa américaines, dans le Pacifique, soit 197 km2 et 61 000 habitants (2017).
Le siège épiscopal du diocèse, créé le 10 septembre 1982 par Jean-Paul II à partir du diocèse des Samoa et Tokelau, est la cathédrale de la Sainte-Famille de Tafuna ; il existe aussi une co-cathédrale de Saint-Joseph-Travailleur de Fagatogo.  
Il s'agit d'un évêché suffragant de la province de Samoa-Apia, qui comprend également la mission sui juris des Tokelau  créée aussi en 1982.
Selon l'Annuario pontificio de 2017, le diocèse comptait 12 600 baptisés sur 61 000 habitants estimés, soit une part de 20,7 % de la population totale.

## Les évêques de Samoa–Pago Pago
1. Mgr John Quinn Weitzel, (1986-2013), évêque émérite
2. Mgr Peter Hugh Brown (2013- ), évêque